# سفارة أوكرانيا في فنلندا
سفارة أوكرانيا في فنلندا هي أرفع تمثيل دبلوماسي لدولة أوكرانيا لدى فنلندا. تقع السفارة في هلسنكي وهي تهدف لتعزيز المصالح الأوكرانية في فنلندا.

## وصلات خارجية
- الموقع الرسمي
- قائمة سفارات أوكرانيا
- قائمة السفارات في فنلندا